# Грабовський Віктор Никанорович
Ві́ктор Никано́рович Грабо́вський (нар. 7 листопада 1942, село Баговиця, нині Кам'янець-Подільського району Хмельницької області) — український поет, перекладач, літературознавець, літературний критик, журналіст. Член Національної спілки письменників України. Заслужений діяч мистецтв України (2007).

## Біографія
Народився 7 листопада 1942 в селі Баговиця Кам'янець-Подільського району Хмельницької області.
Навчався на слов'янському відділенні філологічного факультету Львівського університету. З 1967 — газетярує. На початку 1980-х виконував обов'язки заввідділу критики, а з 1985 до 1990 — публіцистики в «Літературній Україні». Працював заступником головного редактора в редакціях «Народної газети», «Самостійної України», «Слова Просвіти», головним редактором видавництва Київського національного економічного університету (КНЕУ). Тепер в.о. головного редактора газети «Літературна Україна».

### Нагороди
- 11 квітня 2007 року надано звання «Заслужений діяч мистецтв України» — за вагомий особистий внесок у розвиток української журналістики, активне відстоювання ідеалів свободи слова, багаторічну сумлінну працю та з нагоди 80-річчя від дня заснування газети «Літературна Україна»[2].

- 2008 р. лауреат літературної премії імені Дмитра Нитченка

- 2012 р. лауреат всеукраїнської премії імені Івана Огієнка

## Творчість
Автор книжок лірики: «Конари» (Київ: «Молодь», 1983); «Дерево слова» (Київ: «Радянський письменник», 1987); «Споглядання дерева» (електронна версія на сайтах «Поетика» [Архівовано 21 липня 2009 у Wayback Machine.] та «Весна»); «П'янка розрада» (Київ-Ніжин: ТОВ «Аспект-Поліграф», 2005); «Острів милосердя» (Київ: вид. центр «Просвіта», 2005); «Пісня збирача нектару» (Київ: в-во КНЕУ, 2006); «Вербна неділя» (Київ-Біла Церква: вид. центр «Просвіта», 2007).
Ось лише один із відгуків на книгу «Острів милосердя»: Марія Криштопа «Твій ангол береже троянду серця»
Книга Віктора ГРАБОВСЬКОГО «Острів милосердя» має три береги — «Берег віри», «Берег надії», «Берег любові». Саме так називаються цикли поезій, саме до цих берегів пропонується причалити читачеві. До якого б ти не доплив, — потрапиш на острів милосердя, де «Така тиха притишена тиша, — триває причастя снів, хоч уже прокинулись крила. Так мовчно і непорочно, хоч горло уже лоскоче несмілий промінь слова». Але кожна назва — відносна, тому не очікуйте милосердного спокою від прочитання, бо поезія і спокій — несумісні. Навіть більше — пірамідальний спокій не для Ліричного Героя Віктора Грабовського, який захоплюється, закохується, розчаровується, бунтує й, урешті, зізнається: «Ой маю ж того щастя, маю та повні жмені, Несу, не ховаючи, сльози кленів. Ой пече ж мені щастя, пече долоні білі. А де втечеш…»
Герой Грабовського ізольований від сухого «раціо», він живе в прасвіті, коли людина ще не була отруєна надміром цивілізації, жила у світі й носила світ у собі. Усе, про що пише Грабовський, це внутрішній світ людини, такий собі екскурс у світ, де «я» дорівнює поезії, адже все інше не можна пережити, перевідчувати, а без цієї процедури вийде не вірш, а форма.
Світ поезії Грабовського — язичницько-християнський. У ньому достатньо місця любові до Господа й любові до кожного дерева й каменя — як окремої святині. Але, насамперед, це — любов до себе у світі, впевненість у тому, що, яким би цей світ не був, яким би богам не належав, людина в ньому — істота люблена: «Коли в усьому світі, мов у лісі — мовчать серця, до кого не озвешся — хай не притлумлює чуття пекельна дійсність, твій Ангол не забув Свій Сад… Хоча б які крутило завірюхи, хоч би які знялися суховії, Свята Любов рятує нас від скрухи, якщо не піддамося безнадії. Твій Ангол береже троянду серця, плекаючи той квіт лишень для тебе», — і ще — «Моя ж молитва — се мої ліси, правічні й вічні, мов саме буття. Вона росте і доростає сонця, щоби Природі скласти пошанівок».
А ще в «Острові милосердя» багато перекладів, адже Віктор Грабовський ще й талановитий перекладач. Кажуть, по перекладних творах можна скласти портрет поета-перекладача, адже саме він вибирає ці твори, надає їм нового звучання, навіть більше — привласнює. Невипадковим є зацікавлення творчістю Ярослава Івашкевича, адже цей поет, як ніхто, табуював місто, вважаючи його джерелом усіх бід, стіною, яка заважає єднанню людини з природою. В одному зі своїх творів Івашкевич навіть проводить Героя «через Віслу», вважаючи, що звільнитися від міста можна лише шляхом самогубства. У поезії Віктора Грабовського теж немає місця урбаністичним мотивам. А ще герої Івашкевича часто сумують за «wiatrem z Ukrainy», який так любить Ліричний Герой Грабовського. І, найголовніше, — ставлення до поезії: «Вірші не пишуть — вірші вимовляють, слова ростуть у серці, мов тісто на дріжджах (дріжджах душі?) тісто шафранове перемішується з тістом чорним, житнім, а потім це тісто їдять люди, звірята; кожне слово виросло криком, але кричати вночі не можна, тож тихше, тихше вимовляй вірші».
Невипадковими є й переклади з Кароля Войтили, адже саме ця людина була одним із Пророків Любові. Грабовський перекладає не лише польських поетів, у нього є чудові переклади з білоруса Ригора Барадуліна, котрий через відомі всім обставини потрапив у рідній країні до списку «небажаних поетів», і з болгарина Николи Хайтова. Цей список досить великий. Цікавим є й підбір текстів. Так, із Олександра Блока Грабовський чомусь вибирає саме цей вірш: «Всё на земле умрет — и мать, и младость, Жена изменит, и покинет друг. Но ты учись вкушать иную сладость, Глядясь в холодный и полярный круг. Бери свой челн, плыви на дальний полюс B стенах из льда — и тихо забывай, Как там любили, гибли и боролись… И забывай страстей бывалый край. И к вздрагиваньям медленного хлада Усталую ты душу приучи, Чтоб было здесь ей ничего не надо, Когда оттуда ринутся лучи». Для порівняння — переклад: «Все на Землі помре — і неня, й юність, дружина зрадить і покине друг. Але ти вчись і на спекотній дюні збагнуть, чим диха заполярний круг. Бери свій човен і пливи на полюс у криги світ — і тихо забувай, як тут любили, гинули й боролись, і не спогадуй шалу давній край. Й служить тремтінню мерзнучого тіла присилуй серце, навчене згорять, щоб тут йому нічого не кортіло, як звідти ринуть вогняні моря».
Ось такий він, Віктор Грабовський. Поет і талановитий перекладач, який сьогодні презентує читачеві збірку «Острів милосердя». Збірку, яка, як уже було сказано, позбавлена сухих форм. Правда, натомість є інша небезпека — самовичерпання, адже балансування між собою і собою іноді загрожує поверненням або закінченням. Але поки цього не сталося, читач має змогу насолоджуватися хорошою поезією Віктора Грабовського й добротним виданням його книги.
Перекладає зі слов'янських мов. Зокрема, зі словацької — Рудо Моріц, «Його великий день» (Київ: «Веселка», 1978); з сербської — Стеван Булаїч, «Діти з Вербної річки» (Київ: «Веселка», 1979); співперекладач «Антології сербо-лужицької поезії» (Львів: «Каменяр», 1969); з чеської — «Весняна Влтава» (Київ: "Молодь, 1982); з російської — Олександр Блок «Скіфи» («Літературна Україна» від 24.11.2005 р.), Євген Євтушенко «Казанський університет» та «Мій гість Чорнобиль», Василь Федоров «Другий вогонь» (Київ, вид-во «Радянський письменник», 1983)та ін.; з болгарської — «Давайте дружити!» (Київ — Софія: «Веселка» 1985); з польської — Густав Еренбург, Томаш Август Олізаровський, Мирон Бялошевсьский та ін.: Антологія польської поезії в двох томах (Київ: Дніпро, 1979), Кароль Войтила (Івана Павла II) «Святиня» (Київ: «Дніпро», 2001).
Цікаві роздуми самого поета про особистість і творчість Кароля Войтили (Івана Павла ІІ) в ст. «Любов сама врівноважує долю» [Архівовано 18 серпня 2011 у Wayback Machine.].
Вірші, переклади, есеї, публіцистичні та літературознавчі статті Віктора Грабовського увійшли до низки колективних збірок ще тридцять років тому (наприклад, Грабовський є одним з авторів збірки критичних статей «Високе покликання» — Київ, в-во «Радянський письменник», 1976 — це про його статтю стосовно мистецтва перекладу академік Едельгейм сказав тоді ж у «Вопросах літератури»: «Небольшое, но умное иследование…», а також і зарубіжних видань, зокрема збірки української поезії у перекладі на польську «Ukraińskie wiersze miłosne» — Warszawa, 1991); друкувалися у літературно-мистецьких журналах та газетах України. Віктор Грабовський — автор цікавої інтерпретації «Слова про Ігорів похід» сучасною українською мовою, при дослідженні якого висунув оригінальну гіпотезу про Автора шедевру давньоукраїнської поезії («Літературна Україна», 1985).
Редактор й упорядник двомовного видання поезії Василя Стуса «Ось так і ти згоряй» (Київ: вид. центр «Просвіта», 2005 р. — 288с.: іл. — Парал. укр., рос.)
Ось як відгукнулась на книгу Марія Литвин у тижневику «Слово Просвіти» в ст. «Отак і ти згоряй»:
«… видання й справді важко переоцінити. Редактор-упорядник Віктор Грабовський створив цілу симфонію героїчної непокори. Вогненні вірші Василя Стуса в перекладах Любові Сироти й Анатолія Ткаченка доповнюють графічні твори Панаса Заливахи. Вони перегукуються зі вдумливим, мудрим словом Євгена Сверстюка про філософію життя побратима — збереження й творення нації через власну душу, власну гідність і порядність. Левко Лук'яненко згадує останні дні Василя Стуса (…) Відчайдушний лист Андрія Сахарова „Учасникам мадридської наради з перевірки Гельсінських угод, главам держав — учасниць Гельсінського акта“ на захист великого поета постає документом значення постаті Василя Стуса у світовому просторі, яке роками намагалися притлумити ідеологи малоросійства. Тому нам украй потрібні такі книжки, які перекладатимуть наш голос, відкриваючи світові велику, красиву й талановиту націю.»
Також Віктор Грабовський — один з авторів сценарію фільму про Чорнобиль «Поріг» [Архівовано 25 жовтня 2007 у Wayback Machine.] відомого режисера Роллана Сергіенка та один з ініціаторів Міжнародної щорічної акції «Спасенна планета» [Архівовано 18 серпня 2011 у Wayback Machine.], яка вже з першого кроку — 26 квітня 1998 року знайшла чимало прихильників в усьому світі.
Лауреат премій імені Володимира Сосюри (2006), Дмитра Нитченка та Івана Огієнка[недоступне посилання з липня 2019].
Журналістка Віра Кульова, розповідаючи в газеті «Хрещатик» про лауреатів премії імені Володимира Сосюри, зазначила: «З Віктором Грабовським працювала в газеті „Ваше здоров'я“. Ерудит, великий патріот України, щира й добра душа. Власне, і його лірика (опублікована у збірці „П'янка розрада“) до щему вражає своєю відкритістю, безпосередністю, великою любов'ю до світу, людей, а передусім — до рідної землі».
Правління Київського обласного об'єднання «Просвіта» імені Тараса Шевченка та Вчена рада філологічного факультету Львівського національного університету імені Івана Франка висунули збірку Віктора Грабовського «Острів милосердя» на здобуття Національної премії України імені Тараса Шевченка за 2008. Сам же поет, відповідаючи на запитання «Що саме Ви, як автор, вважаєте вершиною своєї творчості?», сказав в інтерв'ю «Телекритиці»: «Що ж до вершини творчості, то 2005 року в мене вийшла збірка „П'янка розрада“; — книжка лірики, що придасться читачеві, як кухлик прохолодної води у спеку. Книжка, по суті, залишилася непоміченою. Читач звик уже до міцніших напоїв». Віктор Грабовський також зазначив, що він більше відомий як критик.
А 14 червня 2002 у читальній залі центральної міської бібліотеки м. Біла Церква відбулася презентація нової книги Віктора Грабовського — роману «Ніхто не живе для себе».
«…Роман було написано десять років тому, але актуальності не втратив. Навпаки, Віктор Грабовський на його сторінках передбачив деякі події, які розгортаються на наших очах, в оці саме дні. Зокрема він висловлює обурення ратифікацією Верховною Радою України Хартії європейських мов, висловлюючи побоювання, що цей документ (справжнього змісту якого наш народ не знає) стане основою для атаки на винищення саме української мови. І таких передбачень у книзі є чимало…
…Ведуча презентації, завідувачка відділу методичної та бібліографічної роботи Тетяна Біла зазначила: „Цей твір є своєрідною енциклопедією українського духу…“».

### Видані книги
- Конари: Поезії. — К.: Молодь, 1983. — 96 с.
- Дерево слова: Поезії. — К.: Радянський письменник, 1987. — 94 с.
- П'янка розрада: Ліріка. — Київ — Ніжин: ТОВ Аспект-Поліграф, 2005. — 100 с. — ISBN 966-340-037-4
- Острів милосердя: Поезії. — К.: ВЦ «Просвіта», 2005. — 265 с.— 1000 примірників. — ISBN 966-8547-41-1
- Пісня збирача нектару: Ліріка.— К., 2006. — 156 с.
- Вербна неділя. — Київ—Біла Церква: ВЦ «Просвіта», 2007. — 134 с.
- Войтила Кароль. Святиня [Архівовано 4 березня 2016 у Wayback Machine.] / Упорядник, автор передмови та перекладач із польської мови Віктор Грабовський. — К.: Дніпро, 2001. — 150 с.— ISBN 966-578-023-9
- Жагалівка[недоступне посилання з липня 2019]: Поезії. — Дизайн Світлани Куртан. — Ужгород: Ґражда, 2011. — 232 с.: іл. — ISBN 978-966-176-047-8
- Никанор Грабовський. Зошити з червоної пітьми: приват. записи 1980—1982 рр. [Архівовано 14 вересня 2013 у Archive.is]/ Упорядник та автор передмови Віктор Грабовський. — К.: ВЦ «Просвіта», 2010. — 447 с. — ISBN 978-966-2133-52-3
- Ніхто не живе для себе. Суспільний роман про Любов та Кохання. [Архівовано 19 квітня 2012 у Wayback Machine.]—: — Біла Церква: «Буква», 2012. . — 503 с.— ISBN 978-966-7185-99-1
- Віктор Грабовський. Любов сама врівноважує долю [Архівовано 14 вересня 2013 у Archive.is]: Кароль Войтила у молитві та поезії. / Віктор Грабовський. — К.: Просвіта, 2013. — 152 с. — ISBN 978-966-2133-92-9
- Віктор Грабовський. Вибрані твори в трьох томах. [Архівовано 14 вересня 2013 у Archive.is] — К.: ВЦ «Просвіта», 2012. — ISBN 978-966-2133-80-6 (Том І. Економіка совісті: публіцистика. — К.: ВЦ «Просвіта», 2012. — 624 с. — ISBN 978-966-2133-81-3; Том ІІ. Споглядання дерева: Лірика. Поеми. Переклади. — К.: ВЦ «Просвіта», 2012. — 648 с. — ISBN 978-966-2133-82-0; Том ІІІ. Ніхто не живе для себе: Суспільний роман про Любов та Кохання. — К.:ВЦ «Просвіта», 2012. — 576 с. — ISBN 978-966-2133-83-7)
- Ти — моє дзеркало (Любов і документи)[недоступне посилання з липня 2019]: Роман. — К: Видавничий дім «Києво-Могилянська академія», 2013. — 320 с. — ISBN 978-966-518-626-7

### Інші публікації
- «Страх мови» — Літературна Україна, 2006 р.
- «Жало Духовного меча» — Урядовий кур'єр, № 43, 7.03.2007 р.
- «Українська мета» — Літературна Україна, 19.07.2007 р.
- «Маєстат нашої гідності» — Літературна Україна, 16.08.2007 р.
- «Любов сама врівноважує долю» [Архівовано 18 серпня 2011 у Wayback Machine.] — Дзвін, 2008 р.
- «Пісня сонцестояння» [Архівовано 18 серпня 2011 у Wayback Machine.] — Літературна Україна, 22.05.2008 р.
- «Гончар, який ліпив епоху» [Архівовано 18 серпня 2011 у Wayback Machine.] — Літературна Україна, 16.10.2008 р.
- «Казання про вбиту душу» [Архівовано 18 серпня 2011 у Wayback Machine.] — Дзвін, 2009 р.
- Поема «Пробудження» [Архівовано 18 серпня 2011 у Wayback Machine.] — Літературна Україна, 19.02.2009 р.
- Володимир КОСКІН: «Ми втопимось в ситих хоралах, якщо піддамося брехні!». Інтерв'ю з Віктором Грабовським — Українська літературна газета, № 11(43) 3.06.2011[недоступне посилання з липня 2019] та № 12(44) 17.06.2011[недоступне посилання з липня 2019]
- Грабовський В. Одне серце — на двох: поема про безсмертя / Віктор Грабовський // Дзвін. — Львів. — 2019, N № 10.-С.11-93.

### Віктор Грабовський у соціальних мережах:
- Poetyka_Віктор Грабовський_ Вірші, переклади [Архівовано 21 липня 2009 у Wayback Machine.]
- Віктор Грабовський «Споглядання дерева» (вибране)
- Віктор Грабовський «Прокинься, Совісте» («Літературна Україна», 22.03.2007 р.) [Архівовано 5 серпня 2011 у Wayback Machine.]
- Споглядання дерева — Живий Журнал Віктора Грабовського [Архівовано 18 серпня 2011 у Wayback Machine.]
- В Ужгороді побачила світ збірка поезій Віктора Грабовського «Жагалівка» (ФОТО)[недоступне посилання з липня 2019]
- Віктор Грабовський: «Україну відродить громадянська гідність»— інтерв'ю з поетом.
- Твори в бібліотеці «Український Центр» [Архівовано 14 квітня 2021 у Wayback Machine.]
- ЖОДТРК. Програма Тетерів Премія Огієнка [Архівовано 13 жовтня 2016 у Wayback Machine.]
- Відео з церемонії вручення премії імені Івана Огієнка (Віктору Грабовському)[недоступне посилання з липня 2019] — 10.05.2012 в Українському домі в Києві.
- Віктор Грабовський: вириваймося з мороку! [Архівовано 20 грудня 2013 у Wayback Machine.] (інтерв'ю Володимира Коскіна, фото автора)
- Віктор Грабовський «Ти — моє дзеркало» [Архівовано 14 вересня 2013 у Archive.is] (роман)